# Most na Bublinu na Vrljici
Most na Bublinu na rječici Vrljici u selu Zmijavcima, predstavlja zaštićeno kulturno dobro.

## Opis dobra
Datacija gradnje: 1890. do 1950. godine. Most na Bublinu se nalazi na rijeci Vrljici u općini Zmijavci u Imotskom polju. Polovicom 19. st. je izgrađena Petrovića mlinica, a krajem 19. st. kameni most. Izvorno je imao pet lukova, a sredinom 20. st. je proširen za jedan luk prema mlinici. Lukovi leže na izduženim pravokutnim kamenim nosačima s klinovima za razbijanje riječne bujice. Veze između mosta, korita rijeke i puta učvršćene su kamenim potpornim zidovima. Most je dugačak 23,40 m, a kolna površina s parapetima je široka oko 4,85 m. Most je lijep primjer inženjerske arhitekture u Imotskom polju s kraja 19. st., povijesna građevina funkcionalno i estetski srasla s obližnjom mlinicom i prirodnom okruženjem u skladnu cjelinu.

## Zaštita
Pod oznakom Z-7065 zaveden je kao nepokretno kulturno dobro - pojedinačno, pravna statusa zaštićena kulturnog dobra, klasificirano kao "javne građevine".